# Raoul Hedebouw
Raoul Hedebouw   (Lieja, 12 de juliol de 1977) és un polític belga, president del Partit dels Treballadors de Bèlgica (PVDA-PTB) des del 2021. Anteriorment va exercir com a portaveu nacional del partit, així com líder parlamentari a la Cambra de Representants de Bèlgica. També és regidor de l'ajuntament de Lieja.

## Trajectòria
Raoul Hedebouw va néixer a Herstal en una família flamenca de parla neerlandesa. Va créixer en un barri de classe treballadora, amb la seva mare treballant en una fàbrica de productes sanitaris i el seu pare com a obrer siderúrgic a ArcelorMittal. L'any 1992, la seva mare va ser acomiadada, fet que va influir en la formació d'Hedebouw: «El que li va passar a la meva mare, ha estat un factor decisiu en el meu compromís polític». Més endavant, va estudiar biologia i botànica a la Universitat de Lieja.
Hedebouw es va afiliar al Partit dels Treballadors de Bèlgica (PVDA-PTB) i es va convertir en el seu portaveu el 2008. Va ser escollit per primera vegada com a regidor de Lieja després de les eleccions municipals de 2012. Després de les eleccions legislatives de 2014 es va convertir en un dels dos primers diputats federals del PVDA-PTB. Hedebouw pronuncia sovint els seus discursos a l'hemicicle tant en neerlandès com en francès, alternant les dues llengües.
Quan es preparava per a un discurs per al Dia Internacional dels Treballadors, l'1 de maig de 2017, Hedebouw va ser atacat amb un ganivet i ferit a la cama. Això no obstant, va poder acabar el seu discurs abans de ser traslladat a l'hospital, amb només una ferida lleu a la cuixa. El 5 de desembre de 2021 es va convertir en el president del PVDA-PTB succeint Peter Mertens.